# قانون المجتمع

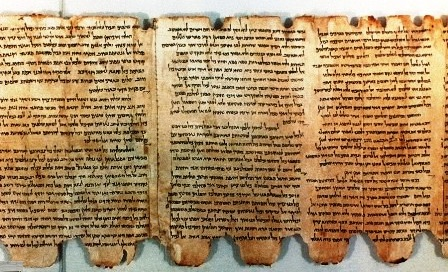
مخطوطات البحر الميت

قانون المجتمع (بالعبرية: סרך היחד‏) هو أحد مخطوطات البحر الميت المكتشفة في قمران، ويرمز له بالرمز 1QS، كان بمثابة "دليل الانضباط" لطائفة يهودية كانت تتعبد في تلك المنطقة، واحتوى على الشعائر والتشريعات التي تحكم الحياة في مجتمع هذه الجماعة الصحراوي. كما تضع توجيهات لمعلم المجتمع والمسئولين التابعين له، وتحدد مبادئ السلوك والعقوبات التي تُفرض عند خرق هذه المبادئ.

## وصلات خارجية
- The Community Rule, online viewer
- Manual of Discipline, English translation published by the Nazarenes of Mount Carmel